# Adolf Egmontski
Adolf Egmontski, nizozemski plemič, * 12. februar 1438, Grave, † 27. junij 1477,  Tournai.
Bil je vojvoda Gelderski (iz rodbine Egmond) od 1465 do 1471 in leta 1477, kot sin Arnolda Egmontskega, vojvode Gelderskega, in Katarine Kleveške.

## Življenje

### Mladost
Adolf se je rodil v Graveu leta 1438. Njegov oče Arnold je resda postal gospodar vojvodine Gelders in grofije Zutphen po drugi gelderski nasledstveni vojni (1423–1444/8), vendar je med njo in po njej zabredel v dolgove, tako da je izgubil velik del svojega imetja in ga moral zastaviti. Zaradi njegovega slabega upravljanja so po porazu v Gelderlandu v bitki pri Linnichu (1444) proti Arnoldu izbruhnili protesti v skoraj celotnem Gelreju. Leta 1449 je bil prisiljen ugoditi vsem zahtevam mest in četrti, leta 1450 je začasno prepustil oblast svoji ženi Katarini Kleveški in 16 svetnikom ter odšel na »romanje« v Rim in Jeruzalem. Ko se je leta 1452 vrnil, so bile državne finance še vedno v razsulu. Poleg tega se je nepremišljeno vmešal v spor v Münsterseju (1450–1457) v korist Konrada Diepholtskega in v utrechtsko vojno (1456–1458) na škodo Davida Burgundskega, kar ga je pripeljalo v spor z burgundskim vojvodo Filipom I. Dobrim, bratom matere Arnoldove žene Katharine. Med obleganjem Deventerja (1456) sta se Katarina in Filip srečala v Deventerju, kjer sta verjetno razpravljala o tem, kako bi lahko v Geldernu sprožili proburgundsko vstajo proti Arnoldu, ki bi ga nato nasledil njegov sin Adolf.

### Upor proti Arnoldu (1459)
Filip Dobri je spodbudil mesta Gelderlanda, naj ne ubogajo več Arnolda in priznajo Adolfa za vojvodo, ter obljubil podporo Burgundije vsakomur, ki se bo uprl. Prvi je to storil Nijmegen, sledila so mu druga mesta, Adolf pa se je s pomočjo matere Katarine postavil na čelo upora. Leta 1459 je izbruhnila vojna. Adolf je kmalu zavzel mesta Venlo, Arnhem, Wageningen, Zutphen in druga majhna mesta. Kljub temu je imel Arnold še vedno veliko zvestih privržencev med vitezi, vključno s svojim bratom Viljemom IV. Egmontskim, ki je oblegal Venlo, kjer je bil Adolf utrjen. Adolf se je oktobra 1459 predal in pomiril z očetom.

### Vojna med Adolfovimi in Arnoldovimi zavezniki (1465–1468)
Leta 1465 je Adolf s pomočjo Filipa Dobrega očeta zaprl in ob podpori mest sam postal vojvoda. Papež je Adolfa izobčil, Viljem Egmontski, večina vitezov in vojvoda Kleveški pa so ostali zvesti Arnoldu. Sledila je nova vojna, v kateri je Viljem osvojil Arnhem, medtem ko sta Roermond in Overkwartier junija 1466 priznala Adolfa. Adolf je zaman oblegal Arnhem in je moral prekiniti obleganje, ko so Overkwartier vdrle kleveške čete. Adolf je 23. junija 1468 zmagal v bitki pri Straelenu proti Klevesu. Decembra 1468 je bila po posredovanju grofa Vincenta Meurskega dosežena mirovna pogodba, v kateri je Adolf prejel nazaj Arnhem. Adolf je Gelreju vladal tri leta.

### Ujetništvo (1471–1477)
Karel Drzni je leta 1467 nasledil Filipa Dobrega. Da bi pridobil nadzor nad Geldernom, se je postavil na Arnoldovo stran in prisilil Adolfa, da je leta 1471 izpustil svojega očeta, nato pa je Kerel ujel Adolfa v Hesdinu. Arnold je bil obnovljen kot vojvoda. Vendar so mesta in vitezi četrti Nijmegen, Arnhem in Zutphen ostala zvesta Adolfu, sklenila zavezništvo (27. julij 1471) in začela vojno proti Arnoldu, ki je bil priznan le v Overkwartierju. Papež Sikst IV. je posredoval v Arnoldovo korist (marec 1472), vendar so Spodnje četrti ostale trmaste in imenovale Vincenta Meurškega za skrbnika, dokler Adolfa niso izpustili. Končno je Arnold decembra 1472 sklenil pogodbo s Karlom: za 300.000 guldnov mu je zastavil Gelders in Zutphen pod pogojem, da bo Karel s silo osvojil dežele, poplačal vse svoje dolgove in dal Arnoldu dodatno vsoto denarja. Kmalu zatem je Arnold 23. februarja 1473 umrl zaradi kapi v Graveju. Karel Drzni je nato pripravil obsežno invazijo in marca 1473 vstopil v Gelders, oblegal Venlo in Nijmegen, nakar se je večina drugih mest kmalu vdala. Geldern in Zutphen pa sta bila dodana Burgundski Nizozemski.

### Zadnje leto življenja
Po smrti Karla Drznega januarja 1477 je njegova kneževina zapadla v kaos. Izbruhnila je burgundska nasledstvena vojna, medtem ko je v Geldersu izbruhnil nov protiburgundski upor, ki ga je vodila Adolfova sestra Katarina Egmontska. Med kaosom so Adolfa osvobodili Flamci. Karlova hči in dedinja Marija Burgundska je skušala ubiti dve muhi na en mah in Adolfu obljubila, da lahko ponovno postane vojvoda Geldersa, če ji pomaga zavrniti francosko invazijo. Adolf in gelderlandski uporniki so se s tem strinjali, medtem ko je bila Katarina v njegovi odsotnosti imenovana za regentko. Vendar pa je Adolf umrl 27. junija 1477 kot vodja flamske vojske med obleganjem Tournaija (1477), potem ko so ga deželni stanovi Geldersa ponovno priznale za vojvodo. Pokopan je bil v Tournaiu v Stolnici Naše gospe.

## Družina
Leta 1461 je bil izvoljen za viteza reda zlatega runa .
Adolf se je 28. decembra 1463 v Bruslju poročil s Katarino Burbonsko (1440–1469), hčerko vojvode Karla I. Burbonskega in Neže Burgundske. Imela sta dva otroka:
- Filipa (1467–1547), poročena leta 1485 z vojvodo Renéjem II. Lotarinškim (1451–1508)
- Karel (1467–1538), kasnejši vojvoda Gelderna, se je leta 1518 poročil z Elizabeto Brunswick-Lüneburško (1494–1572), hčerko vojvode Henrika VII. Brunswick-Lüneburškega .

Katarina Burbonska je umrla v Nijmegenu 21. maja 1469. Adolf se po tem ni nikoli več poročil. Imel je različna razmerja, iz katerih se je rodilo šest znanih bioloških otrok. 